# Phaner parienti
Phaner parienti (лат.) — вид лемуров рода вильчатополосых лемуров из семейства карликовых лемуров.

## Классификация
Ранее считался подвидом вильчатополосого лемура (Phaner furcifer), по совокупности морфологических и генетических признаков был выделен в отдельный вид.

## Описание
Шерсть на спине коричневая с чёрной полосой, достигающей основания хвоста. Периферическая треть хвоста также тёмного цвета. Вентральная сторона тела светлая, что отличает этот вид от других вильчатополосых лемуров. Некоторые особи имеют белую шерсть на макушке.

## Распространение
Встречаются на северо-западе Мадагаскара в регионе Самбирану к югу от Амбаньи. Ареал включает полуостров Ампасиндава и распространяется на юг до реки Андранумалаза. Встречаются на высоте до 800 м над уровнем моря.

## Поведение
Всеядные животные, в рационе древесные соки и смолы, почки и ростки, насекомые и личинки. Спит в гнёздах, оставленных другими лемурами, особенно мышиным лемуром Кокерела. Предпочитает низинные влажные тропические леса. Проводит большую часть времени на верхнем ярусе леса.

## Статус популяции
Международный союз охраны природы присвоил этому виды охранный статус «Уязвимый». Несмотря на то, что площадь ареала составляет 20 тыс. км², ареал очень фрагментирован и продолжает сокращаться из-за экстенсивного развития сельского хозяйства, лесозаготовок и разработки каменноугольных месторождений.